# 金宰範

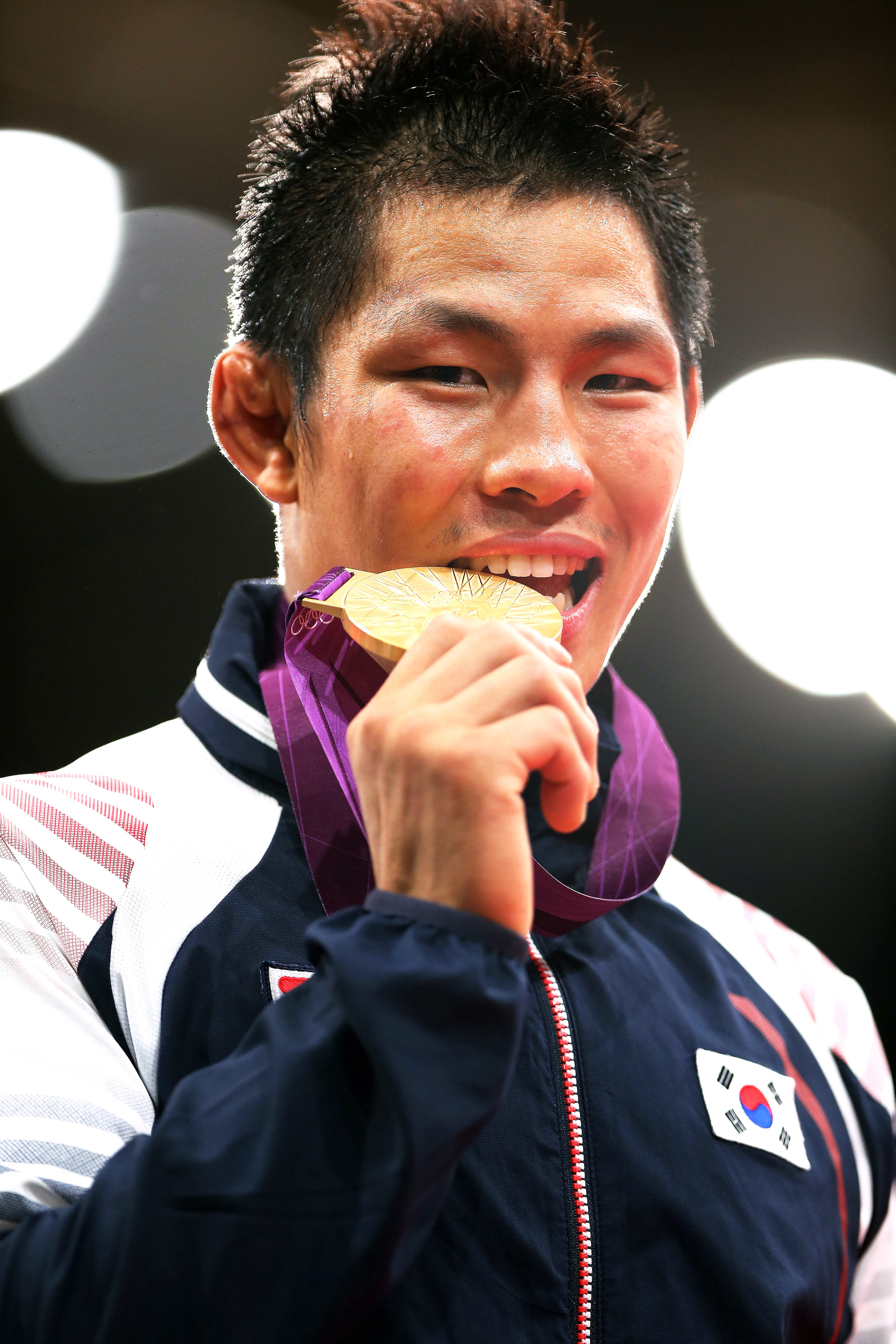

金宰範（1985年1月25日—），金泉市人，前韓國柔道國家代表隊運動員。2008年北京奧運，獲得81公斤級以下銀牌。2010年11月，金宰范代表韓國參加廣州亞運會柔道比賽的男子81公斤级項目，奪得金牌。2012年倫敦奧運，獲得81公斤級以下金牌。2016年退役，現為選手時期所屬隊「首爾賽馬公園」指導教練。